# Pleistodontes nigriventris
Pleistodontes nigriventris (лат.) — вид наездников рода Pleistodontes из семейства Agaonidae. Обитают в Австралии. Имеют облигатный мутуализм с видами растений рода фикус, которые они опыляют.

## Описание
Длина тела самки около 1,7 — 2,1 мм, самцы 1,5 — 1,6 мм. Тело жёлтое, за исключением вершины головы, пятна под глазом, жгутика, переднеспинки посередине, пятно под глазом, фуникул, пронотум посередине, щитика сзади, и тергитов дорсально (кроме передней половины первого), которые чёрные. От близких видов отличается следующими признаками: щека более чем в 2,5 раза длиннее глаза; мандибулярный придаток, при боковом виде головы, достигает переднего края глаза; ножны яйцеклада примерно такой же длины, как метасома. Гипопигиальный шип выступает за вершину метасомы (основание выпяченной части яйцеклада). Дорсальная часть мезосомы с расширенной жёлтой окраской. Растение-хозяин Ficus watkinsiana. Голова самки удлинённая, длиннее ширины, с тремя оцеллиями на вершине. Антеннальный скапус удлинённый. Педицель короткий, без дорсальных шипов.